# Magreb

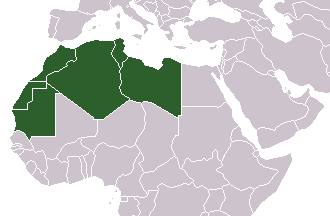
Magreb, az arab világ Nyugatja

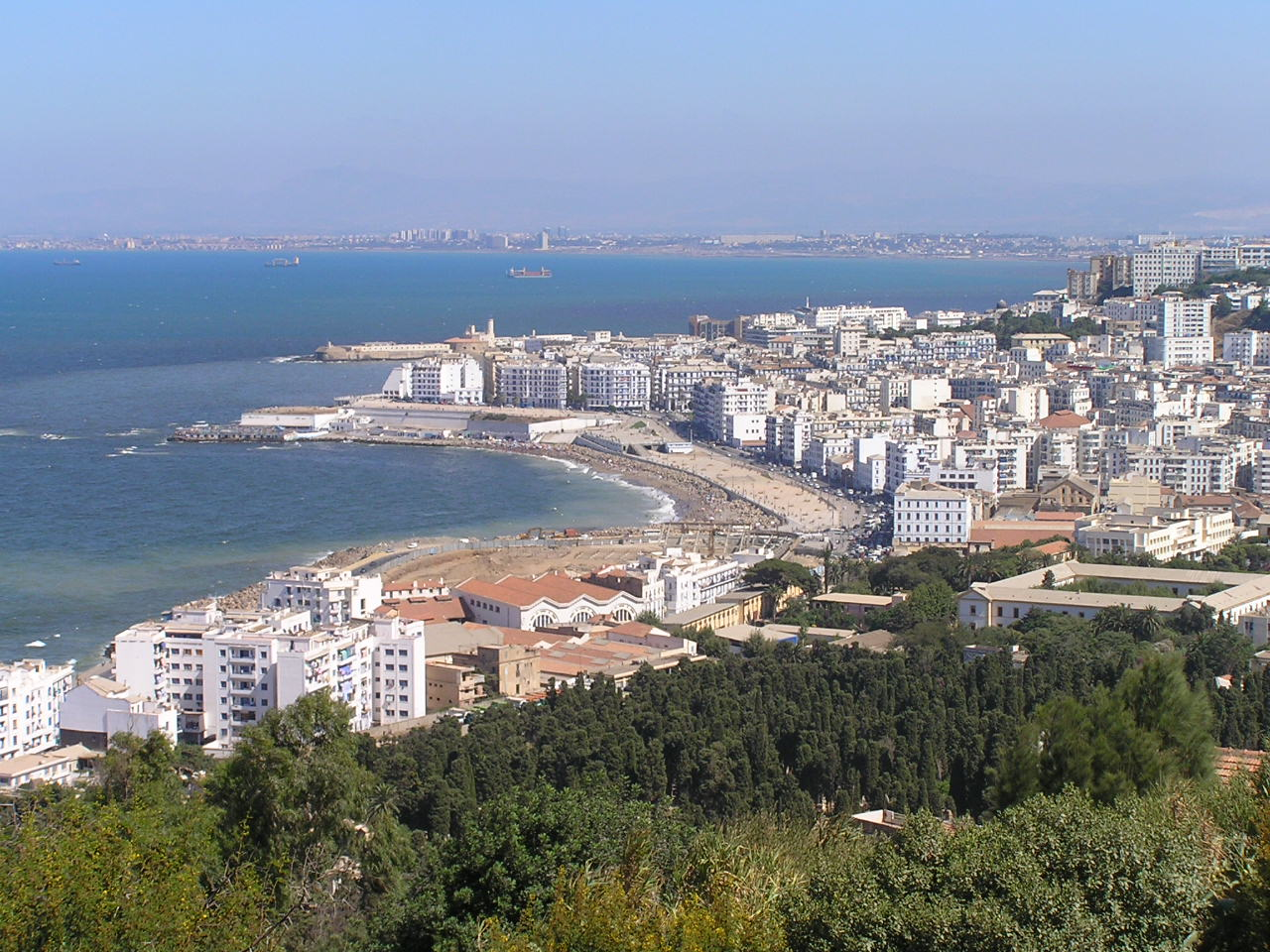
Az Algériai öböl (nyugatról nézve)

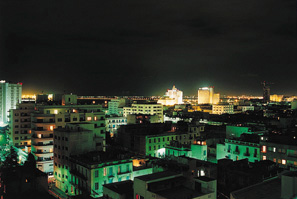
Tunisz éjszaka

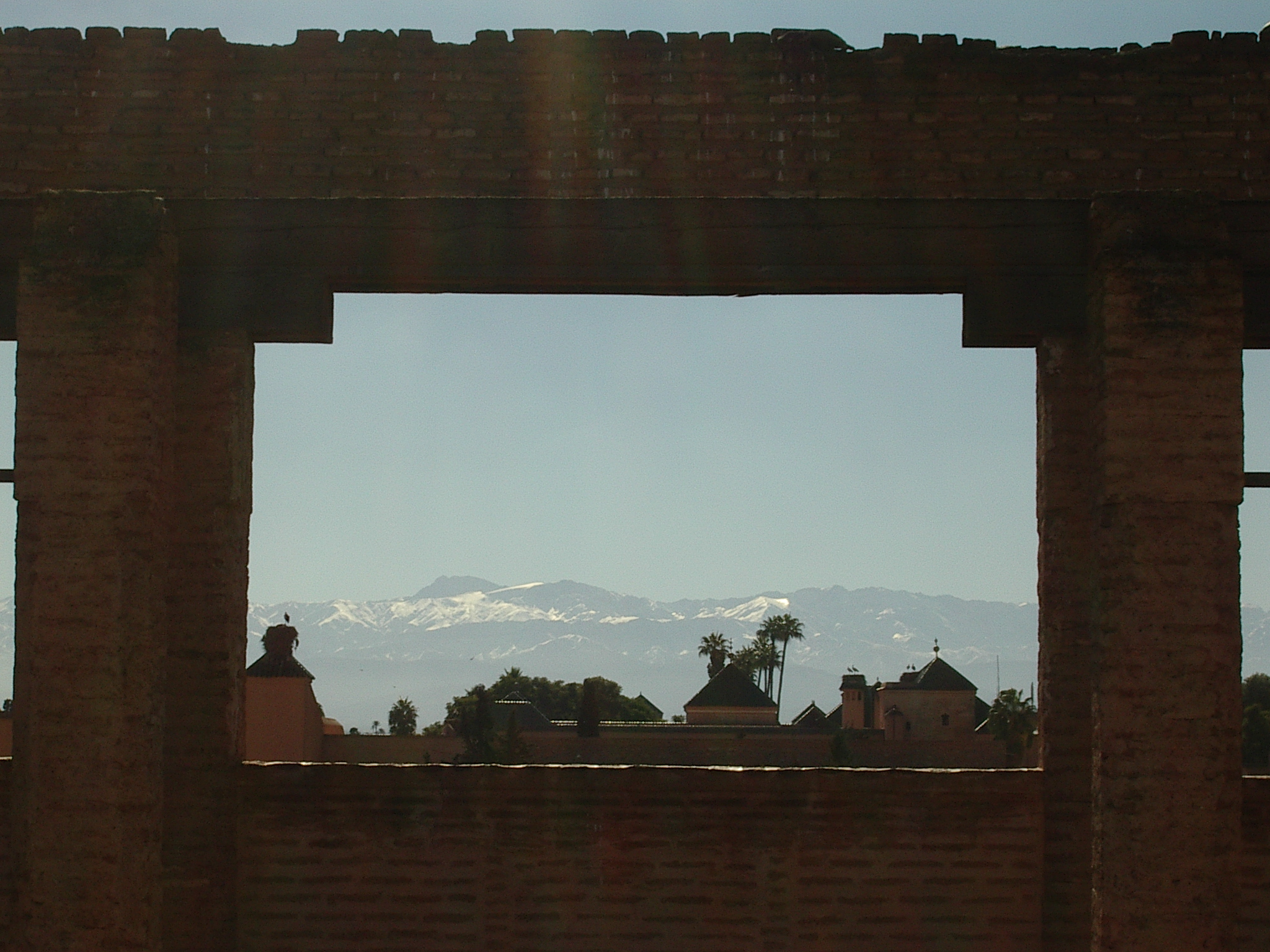
Marrákes

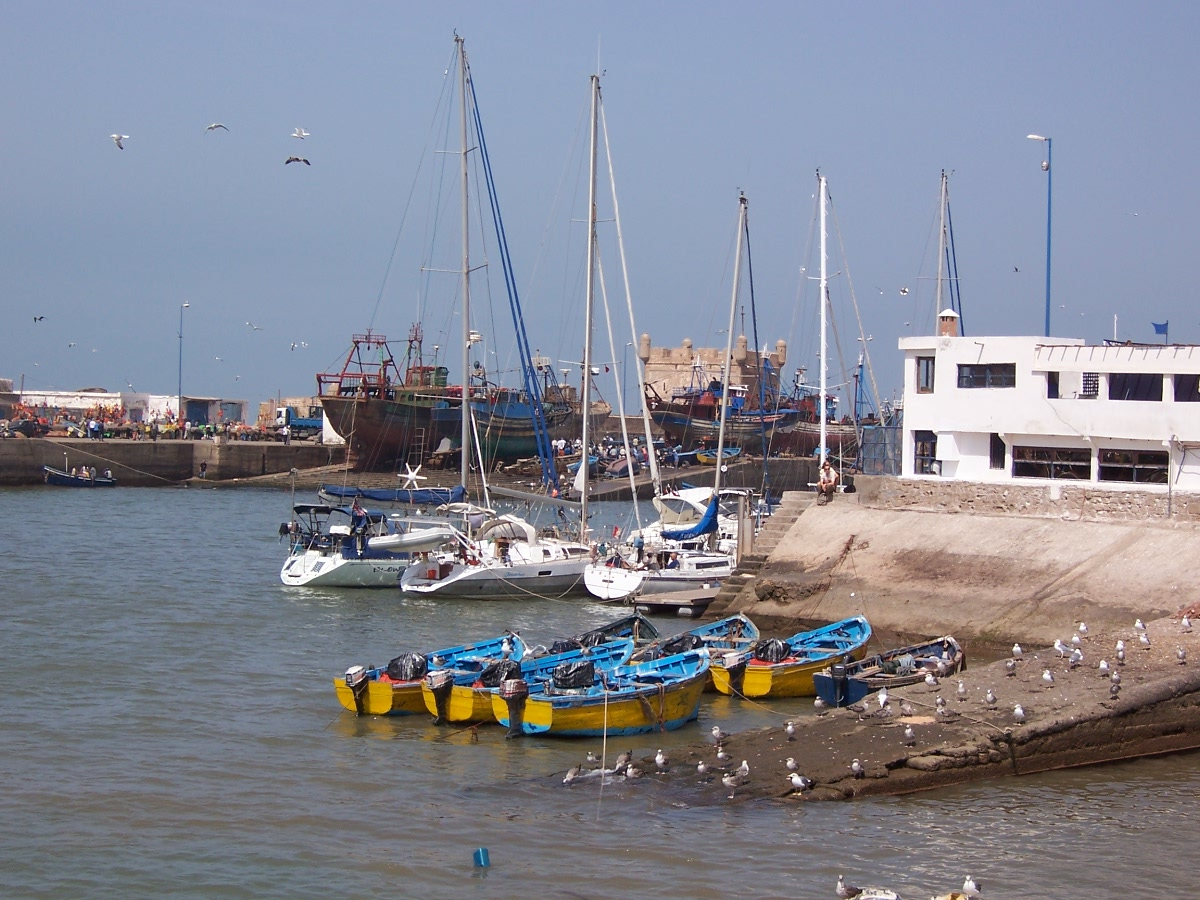
Esz-Szavíra kikötő Marokkóban

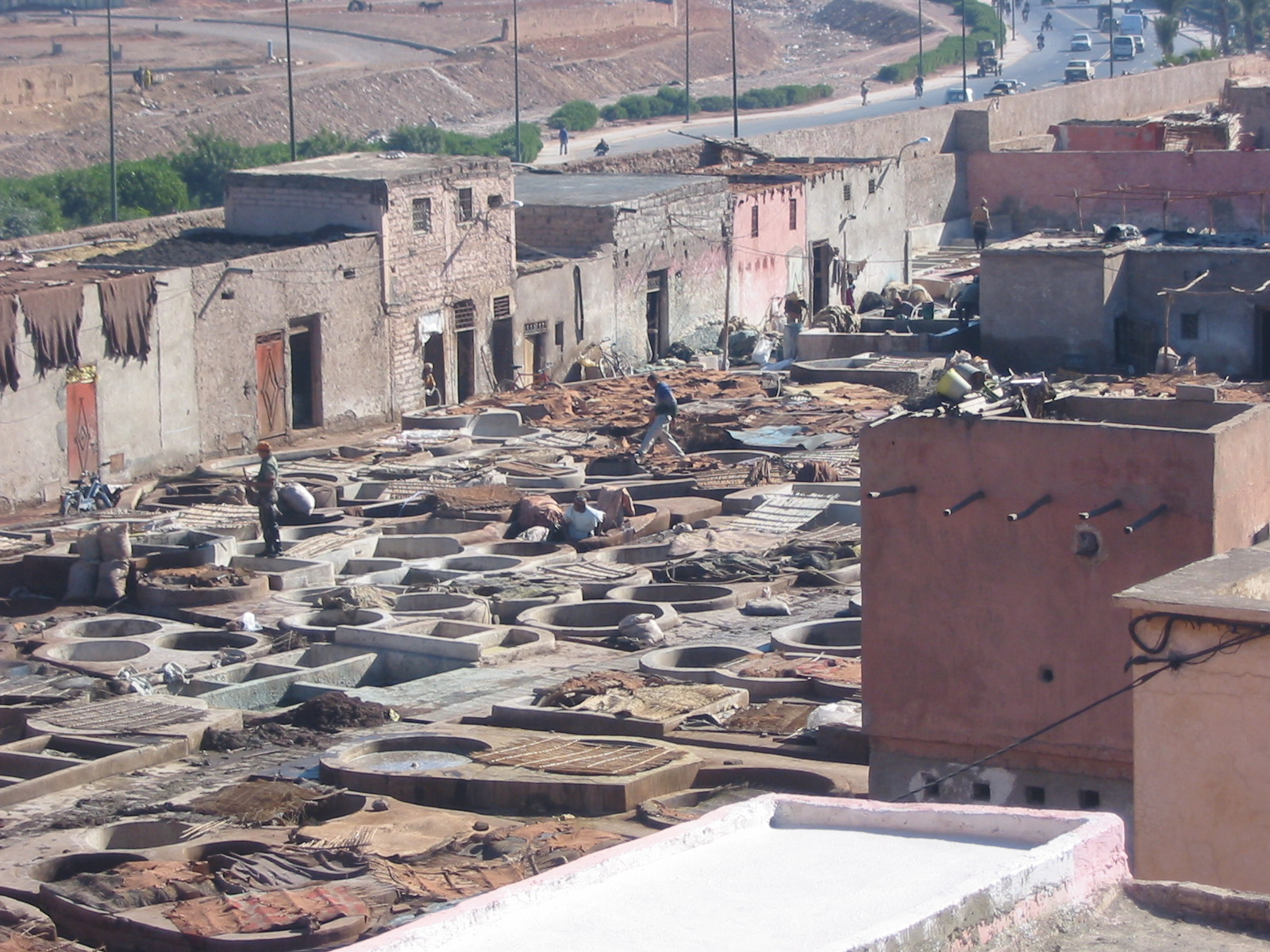
Marrákesi cserzőműhelyek

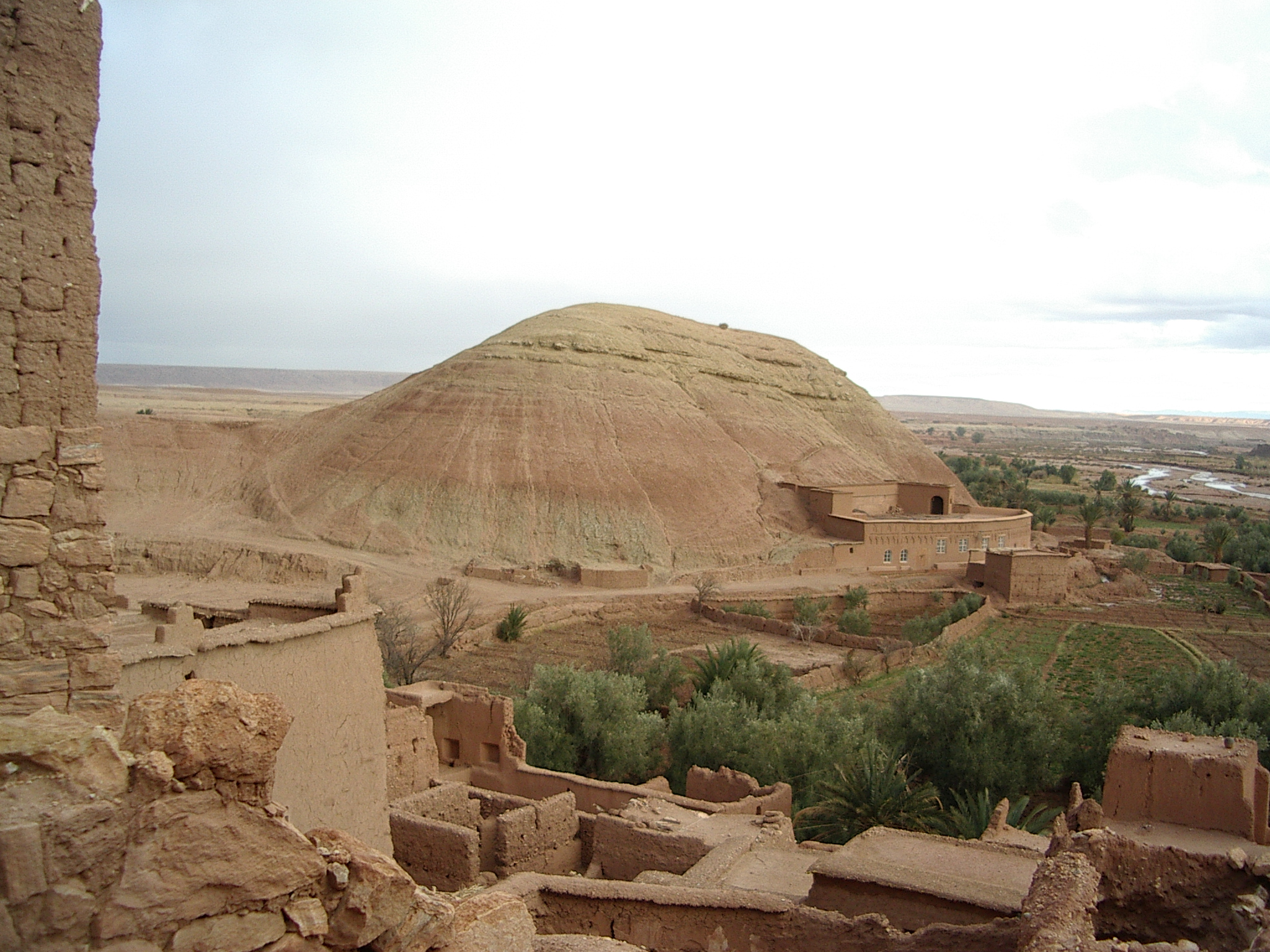
Kasbah Marokkóban

A Magreb vagy Magrib, ritkábban Mogreb (gyakori, angol írásmóddal Maghreb, arabul المغرب العربي al-Maġrib al-ʿArabī) Észak-Afrika egyik nagy régiója, a Nílus folyótól nyugatra és a Szahara sivatagtól északra, gyakorlatilag az Atlasz-hegység. A Magreb szó „nyugat”-ot jelent, „ahol (a nap) lenyugszik”.
Geopolitikai értelemben a Magreb térséghez Marokkót, Nyugat-Szaharát, Algériát, Tunéziát és a régiót az Arab Kelettől (Mashriq) elválasztó, sivatagos Líbiát szokták sorolni (néha Mauritániát is, de ezt az utóbbi országot máskor inkább Nyugat-Afrikához sorolják). A középkorban az Ibériai-félsziget arab államai is a magrebi kultúrkörbe tartoztak. Más megfogalmazásban a Magreb térséghez az Arab Magreb Unió országai tartoznak Nyugat-Szaharával kiegészítve.
Az al-Magrib elnevezés arabul egyúttal Marokkót is jelöli, bár Marokkó hivatalos neve al-Mamlaka al-Magribíja (Nyugati Királyság). Korábban Marokkó neve al-Magrib al-Akszá volt, azaz „Távol-Nyugat”.

## A Magreb közös vonásai

### Vegyes eredetű lakosság
A Magreb lakói kevert etnikai eredetűek. Fő örökségük a berber és az arab vér. Ezt a keveréket – különösen Mauritániában – néha mórnak nevezik. A Szaharán túli kereskedelem sok nyugat-afrikai betelepülőt hozott ide, utódaik aránya a teljes népességhez mérten dél felé haladva növekszik.
Az északi, part menti városokban viszont az európai bevándorló volt sok: moriszkók (kikeresztelt spanyol muszlimok, akik a reconquista elől menekültek), franciák, olaszok, spanyolok és mások, akiket a kalózok hurcoltak el, illetve törökök, akik az Oszmán Birodalom terjeszkedése során érkeztek ide.
A nagyobb városokban a történelem folyamán jelentős zsidó közösségek léteztek.
Genetikai kutatások kimutatták, hogy Tunézia és Algéria lakosságának egy része hordoz magában európaiakra, elsősorban germánokra jellemző géneket. Ezek valószínűleg az ókor végén, az Ibériai-félsziget felől bevándorolt vandáloktól erednek, akik beolvadtak a helyi lakosságba.
Algériában különösen nagy európai bevándorló közösségeket alkottak a francia gyarmati uralom alatt ide érkezett pied-noir-ok („feketelábúak”), de nagy részük az algériai függetlenség elnyerésének környékén távozott.

### Nyelvi hagyomány
A berber nyelveket szinte kizárólag a Magrebben beszélik és eredetileg (az arab törzsek benyomulása előtt és még ezután is) az egész térségben beszéltek is berberül. A Magreb arab dialektusai sok közös vonással rendelkeznek, amely megkülönbözteti őket a Közel-Keleten és Egyiptom jó részében használt más dialektusoktól. Korábban a Magrebben még az arab írásmód, az ún. magrebi írás is eltért a máshol használt (kúfi, később rukaa) írástól, például a fá alá és a qáf fölé pont került, ez azonban a 20. század végére eltűnt a használatból.

### Magreb konyha
Az arab konyha is hasonló hagyományokat ápol a Magrebben. Habib Burgiba tunéziai politikus egy ízben úgy fogalmazott, hogy „ez az a föld, ahol mindig kuszkuszt esznek”.

### Vallás a Magrebben
A régió lakosainak domináns része muszlim, akik a szunnita malikita jogi iskolához tartoznak, bár elszórtan ibádita közösségek is élnek a térségben. A maraboutok, a vallási bölcsek, és sírjaik tisztelete hagyomány (amit a 20. század megnyirbált), erről tanúskodik a Magreb térképein a sok Sidi (úr, mester) tagot tartalmazó helynév. A Magreb vidéken hagyományosan a závija nevű iszlám iskolák és imahelyek terjesztették a műveltséget és a hit ismeretét.

### Építészete
A Magreb építészetére jellemzők a kaszba nevű citadellák, a fehérre meszelt falú öreg városrészek, a keskeny utcák és kőből, fából és sárból felhúzott többemeletes épületek.

## A Magreb történelme

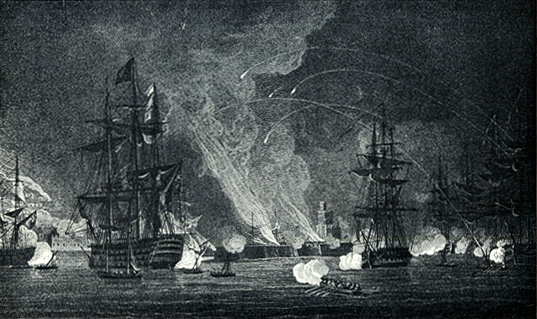
Algír bombázása 1816-ban

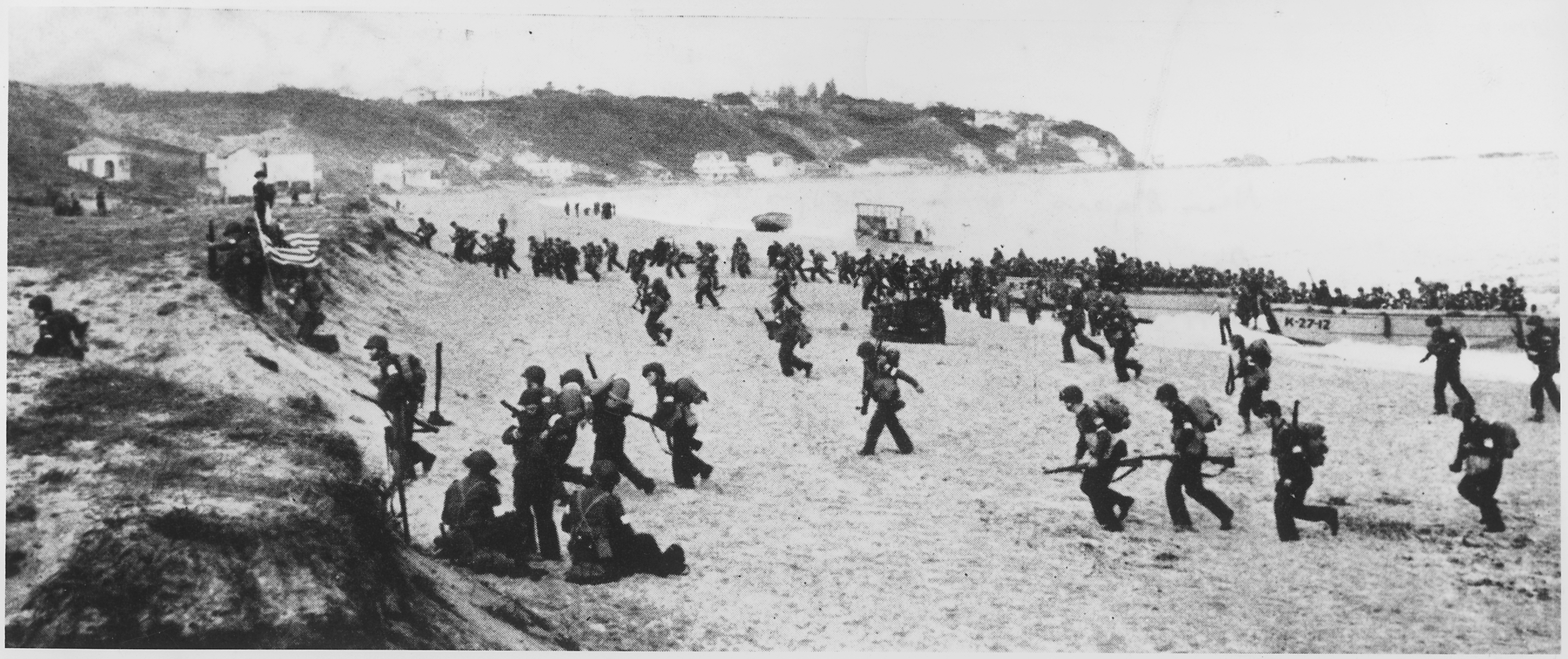
A Torch hadművelet 1942. augusztus 11-én

## A Magreb mai területei

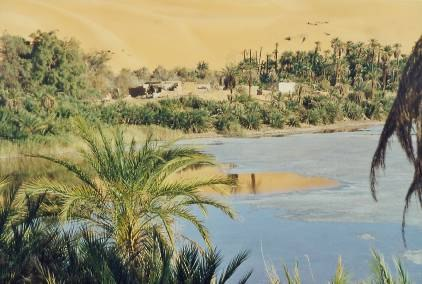
Oázis Líbiában

- Algéria
- Ceuta – spanyol enklávé
- Líbia
- Mauritánia
- Melilla – spanyol enklávé
- Marokkó
- Tunézia
- Nyugat-Szahara

## A Magreb középkori régiói
- Ifríkija
- Dzserid
- Szusz/Sousse
- Zab
- Hodna
- Rif
- Magreb al-Vaszat (Közép-Magreb)
- Marokkó (Magreb al-Akszá)
- Tameszna
- Tripolitánia